# 畠中三太郎
畠中 三太郎（はたなか さんたろう、安政5年（1858年） - 昭和7年（1932年）7月）は、明治時代から昭和時代にかけての農業指導者。通称、畠中三左衛門。

## 生涯

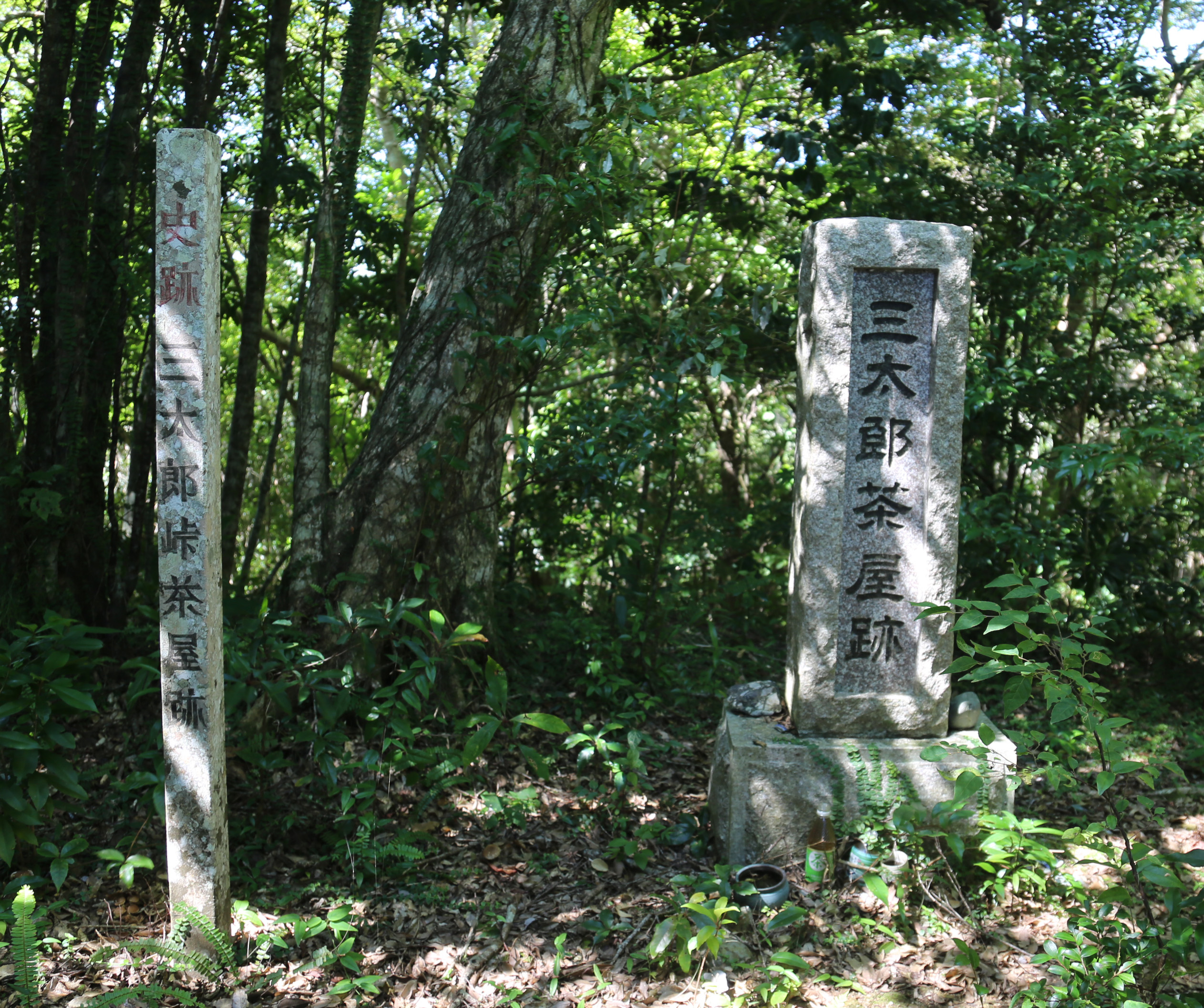
三太郎峠茶屋跡の碑

安政5年（1858年）薩摩国川辺郡川辺郷田部田村（現在の鹿児島県南九州市川辺町田部田）の農家の次男として生まれる。
明治22年（1889年）各郡役所に農業技手の配置が始まり、これを契機に農業技術指導員として奄美大島に赴任。当初は、短期間の予定だったが茶畑づくりや木炭製造等の技術が優れていたため住用戸長役場に雇われる事となり西仲間集落（現在の奄美市住用町大字西仲間）に移り住む。三太郎は奄美大島のサトウキビ作り一色の農業を打開するため三太郎峠周辺に農園を開くことを思いつき、明治32年（1899年）住用周辺にあった峠（現在の三太郎峠）の山林を入手し妻のシゲと共に開墾を始めた。当初は夫婦で開墾していたが、数年後には麓の住民達も協力して焼畑農業を始め、大正初期には麓から峠までの道沿いに続く細長い畑が完成した。峠の頂に茶屋が建てられ、その周辺には茶畑が広がり、下の斜面には様々な種類の柑橘類が栽培されていた。いつしか、その峠は畠中三太郎の名に基づいて三太郎坂と呼ばれるようになった。
大正6年（1917年）新たな県道が完成し、峠の交通量が激減したが夫婦で茶屋を続けた。大正10年（1921年）2月9日 柳田國男は沖縄からの帰途に奄美大島を訪れた際に、この茶屋へ立ち寄った。
昭和7年（1932年）7月に死去し、同年9月には後を追うように妻のシゲも死去。峠から見下ろせる城の内海の入口に二人の墓所が置かれたが、昭和14年（1939年）台風によって海に流されてしまった。　